# American Hockey League 1944-1945
La stagione 1944-1945 è stata la 9ª edizione della American Hockey League, la più importante lega minore nordamericana di hockey su ghiaccio. Rispetto alla stagione precedente il calendario venne allungato fino a raggiungere quota 60 incontri. La stagione vide al via sette formazioni e al termine dei playoff i Cleveland Barons conquistarono la loro terza Calder Cup sconfiggendo gli Hershey Bears 4-2.

## Modifiche
- I St. Louis Flyers, formazione di St. Louis in Missouri, si trasferì dalla American Hockey Association alla AHL e venne inserita nella West Division.

## Stagione regolare

### Classifiche
East Division
|  | Pos. | Squadra         | Pt | G  | V  | S  | N | GF  | GS  | DR  |
|  | ---- | --------------- | -- | -- | -- | -- | - | --- | --- | --- |
|  | 1.   | Buffalo Bisons  | 70 | 60 | 31 | 21 | 8 | 200 | 182 | +18 |
|  | 2.   | Hershey Bears   | 64 | 60 | 28 | 24 | 8 | 197 | 186 | +11 |
|  | 3.   | Providence Reds | 52 | 60 | 23 | 31 | 6 | 241 | 249 | -8  |

West Division
|  | Pos. | Squadra               | Pt | G  | V  | S  | N  | GF  | GS  | DR   |
|  | ---- | --------------------- | -- | -- | -- | -- | -- | --- | --- | ---- |
|  | 1.   | Cleveland Barons      | 78 | 60 | 34 | 16 | 10 | 256 | 199 | +57  |
|  | 2.   | Indianapolis Capitals | 61 | 60 | 25 | 24 | 11 | 169 | 167 | +2   |
|  | 3.   | Pittsburgh Hornets    | 59 | 60 | 26 | 27 | 7  | 267 | 247 | +20  |
|  | 4.   | St. Louis Flyers      | 36 | 60 | 14 | 38 | 8  | 157 | 257 | -100 |

Legenda:

      Ammesse ai Playoff
Note:

Due punti a vittoria, un punto a pareggio, zero a sconfitta.

### Statistiche
Classifica marcatori
| Giocatore       | Squadra               | PG | Gol | Assist | Punti |
| --------------- | --------------------- | -- | --- | ------ | ----- |
| Bob Gracie      | Pittsburgh Hornets    | 58 | 40  | 55     | 95    |
| Bob Walton      | Pittsburgh Hornets    | 58 | 37  | 58     | 95    |
| Louis Trudel    | Cleveland Barons      | 60 | 45  | 48     | 93    |
| Tom Burlington  | Cleveland Barons      | 56 | 30  | 60     | 90    |
| Earl Bartholome | Cleveland Barons      | 60 | 38  | 43     | 81    |
| Les Cunningham  | Cleveland Barons      | 56 | 35  | 45     | 80    |
| Paul Courteau   | Providence Reds       | 45 | 32  | 40     | 72    |
| Jack Lavoie     | Providence Reds       | 60 | 28  | 41     | 69    |
| Billy Gooden    | Hershey Bears         | 59 | 27  | 41     | 68    |
| Pete Leswick    | Indianapolis Capitals | 53 | 29  | 39     | 68    |
|                 |                       |    |     |        |       |

Classifica portieri
| Giocatore    | Squadra               | PG | MGS  |  |
| ------------ | --------------------- | -- | ---- |  |
| Harry Lumley | Indianapolis Capitals | 21 | 2.19 |  |
| Yves Nadon   | Buffalo Bisons        | 29 | 2.79 |  |
| Nick Damore  | Hershey Bears         | 57 | 3.09 |  |
| Connie Dion  | Indianapolis Capitals | 39 | 3.10 |  |
| Harvey Teno  | Cleveland Barons      | 55 | 3.24 |  |
|              |                       |    |      |  |

## Playoff
|  | Semifinali | Semifinali            | Semifinali |               |    | Calder Cup       | Calder Cup | Calder Cup |  |
|  |            |                       |            |               |    |                  |            |            |  |
|  | E1         | Buffalo Bisons        | 2          |               |    |                  |            |            |  |
|  | E1         | Buffalo Bisons        | 2          |               |    |                  |            |            |  |
|  | W1         | Cleveland Barons      | 4          |               |    |                  |            |            |  |
|  | W1         | Cleveland Barons      | 4          |               | W1 | Cleveland Barons | 4          |            |  |
|  |            |                       |            |               | W1 | Cleveland Barons | 4          |            |  |
|  |            |                       | E2         | Hershey Bears | 2  |                  |            |            |  |
|  | E2         | Hershey Bears         | E2         | Hershey Bears | 2  | 4                |            |            |  |
|  | E2         | Hershey Bears         |            |               |    |                  |            |            |  |
|  | W2         | Indianapolis Capitals | 1          |               |    |                  |            |            |  |

## Premi AHL
- Calder Cup: Cleveland Barons
- F. G. "Teddy" Oke Trophy: Cleveland Barons

### Vincitori
| Cleveland Barons | Portiere: Harvey Teno Difensori: Peter Bessone, Virgil Johnson, Danny Sprout, Orville Waldriff Attaccanti: Dick Adolph, George Agar, Earl Bartholome, Tom Burlington, Les Cunningham, Tom Forgie, Harvey Fraser, Leo Gasparini, Roy Kelly, Edward Prokop, Louis Trudel Allenatore: Bun Cook |

### AHL All-Star Team
First All-Star Team
- Attaccanti: Louis Trudel • Tom Burlington • Bob Walton
- Difensori: Roger Leger • Gordon Davison
- Portiere: Nick Damore

Second All-Star Team
- Attaccanti: Billy Gooden • Les Cunningham • Pete Leswick
- Difensori: Danny Sprout • Dick Adolph
- Portiere: Roger Bessette